# Александрув (гміна Клещув)
Александрув (пол. Aleksandrów) — село в Польщі, у гміні Клещув Белхатовського повіту Лодзинського воєводства. Мабуть через помилку ,село розташоване на території кар'єру, або села того вже не існує.
У 1975-1998 роках село належало до Пйотрковського воєводства.